# Dominikanische Volleyballnationalmannschaft der Frauen
Die dominikanische Volleyballnationalmannschaft der Frauen ist eine Auswahl der besten dominikanischen Spielerinnen, die die Federación Dominicana de Voleibol bei internationalen Turnieren und Länderspielen repräsentiert. Die Dominikanerinnen nehmen seit 1998 regelmäßig an Weltmeisterschaften und anderen internationalen Turnieren teil. Außerdem sind sie amtierender Meister des Kontinentalverbands NORCECA.

## Geschichte

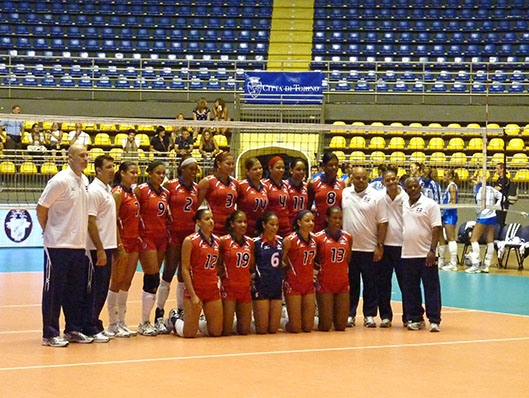
Die dominikanischen Frauen bei einem Turnier 2010

### Weltmeisterschaften
Die Dominikanische Republik nahm 1974 erstmals an einer Volleyball-Weltmeisterschaft teil und belegte den 21. Rang. Vier Jahre später verbesserte sie sich um zwei Plätze. Danach verpasste sie vier Turniere, bevor sie 1998 Elfter wurde. Weiter ging es mit dem 13. Platz 2002 in Deutschland und zwei 17. Plätzen bei den nächsten beiden Weltmeisterschaften. Bei der WM 2014 kamen die dominikanischen Frauen in die dritte Gruppenphase und erzielten mit dem fünften Rang ihr bestes Ergebnis. Auch beim Turnier 2018 erreichten sie mit dem neunten Rang die Top 10.

### Olympische Spiele
2004 in Athen waren die Dominikanerinnen zum ersten Mal beim olympischen Turnier dabei und erreichten den elften Rang. 2012 in London erreichten sie das Viertelfinale, in dem sie sich den USA geschlagen geben mussten. Als Sieger des NORCECA-Qualifikationsturniers nahmen sie an den 2021 ausgetragenen Olympischen Spielen in Tokio teil und scheiterten dort im Viertelfinale an den USA. 2024 in Paris erreichten sie erneut das Viertelfinale.

### NORCECA-Meisterschaften
Die Dominikanische Republik wurde 1973 und 1975 Fünfter der NORCECA-Meisterschaft. 1977 im eigenen Land belegten die Dominikanerinnen den vierten Rang. Darauf folgten zwei fünfte Plätze und 1983 der sechste Platz. 1985 wurden sie als Gastgeber erneut Fünfte. Nach dem verpassten Turnier 1987 gab es zwei weitere fünfte Plätze und 1993 Rang sechs. 1995 erreichten die Frauen der Dominikanischen Republik vor eigenem Publikum wieder den vierten Platz. 1997 gewannen sie mit dem dritten Platz ihre erste Medaille, die sie zwei Jahre später knapp verpassten. Von 2001 bis 2007 wurden sie viermal in Folge Dritte, wobei die ersten beiden Erfolge vor eigenem Publikum gelangen. 2009 gewannen die dominikanischen Frauen im Finale gegen Puerto Rico ihren ersten NORCECA-Titel. Von 2011 bis 2015 unterlagen sie dreimal im Endspiel den USA. 2019 gelang ihnen mit dem zweiten Titelgewinn die Revanche. 2021 und 2023 folgten weitere Titelgewinne.

### World Cup
2003 nahm die Dominikanische Republik erstmals am World Cup teil und wurde Zehnter. Bei den Turnieren 2007, 2011 und 2015 verbesserte sie sich jeweils um einen Platz. Beim World Cup 2019 wurde sie erneut Siebter.

### Nations League
Bei der Nations League 2018 belegte die Dominikanische Republik den 14. Platz. Beim Turnier 2019 verbesserte sie sich auf den achten Rang und 2021 auf den sechsten Rang.

### World Grand Prix
Die Dominikanerinnen nahmen 2004 erstmals am World Grand Prix teil und kamen auf den zwölften Platz. In den nächsten sechs Jahren wurden sie abwechselnd Elfte und Achte oder Neunte. Danach gab es bis 2016 zweistellige Platzierungen zwischen zehn und dreizehn. Bei der letzten Ausgabe 2017 schnitt die Dominikanische Republik mit dem achten Platz nochmal etwas besser ab.